# Dieter Meinel
Dieter Meinel (ur. 28 grudnia 1949 w Sachsenberg-Georgenthal) – niemiecki biegacz narciarski reprezentujący barwy NRD, złoty medalista mistrzostw świata.

## Kariera
Jego olimpijskim debiutem były igrzyska w Innsbrucku w 1976 roku. Zajął tam 33. miejsce w biegach na 30 i 50 km. Były to jego jedyne starty na tych igrzyskach.
W 1974 roku wystartował na mistrzostwach świata w Falun. Osiągnął tam największy sukces w swojej karierze wspólnie z Gerdem Heßlerem, Gerhardem Grimmerem i Gertem-Dietmarem Klause zdobywając złoty medal w sztafecie.

## Osiągnięcia

### Igrzyska olimpijskie
| Miejsce | Dzień     | Rok  | Miejscowość | Konkurencja             | Czas biegu | Strata    | Zwycięzca          |
| ------- | --------- | ---- | ----------- | ----------------------- | ---------- | --------- | ------------------ |
| 33.     | 5 lutego  | 1976 | Innsbruck   | 30 km stylem klasycznym | 1:30:29,38 | +6:07,97  | Siergiej Sawieljew |
| 33.     | 14 lutego | 1976 | Innsbruck   | 50 km stylem klasycznym | 2:37:30,05 | +12:22,37 | Ivar Formo         |

### Mistrzostwa świata
| Miejsce | Dzień     | Rok  | Miejscowość | Konkurencja             | Czas biegu | Strata  | Zwycięzca       |
| ------- | --------- | ---- | ----------- | ----------------------- | ---------- | ------- | --------------- |
| 8.      | 18 lutego | 1974 | Falun       | 30 km stylem klasycznym | 1:33:41,4  | +2:10,6 | Thomas Magnuson |
| 1.      | 21 lutego | 1974 | Falun       | Sztafeta 4 × 10 km      | 2:03:15,85 | -       | -               |